# Lill-Kropptjärnen (Älvdalens socken, Dalarna, 677359-139928)
Lill-Kropptjärnen är en sjö i Älvdalens kommun i Dalarna och ingår i Dalälvens huvudavrinningsområde. Sjön har en area på 0,0586 kvadratkilometer och ligger 449,3 meter över havet. Sjön avvattnas av vattendraget Kräggan.

## Delavrinningsområde
Lill-Kropptjärnen ingår i det delavrinningsområde (677280-140037) som SMHI kallar för Ovan Kräggan. Medelhöjden är 442 meter över havet och ytan är 14,5 kvadratkilometer. Det finns inga avrinningsområden uppströms utan avrinningsområdet är högsta punkten. Kräggan som avvattnar avrinningsområdet har biflödesordning 4, vilket innebär att vattnet flödar genom totalt 4 vattendrag innan det når havet efter 391 kilometer. Avrinningsområdet består mestadels av skog (85 procent). Avrinningsområdet har 0,48 kvadratkilometer vattenytor vilket ger det en sjöprocent på 3,3 procent.